# 少齿悬钩子
少齿悬钩子（学名：Rubus paucidentatus）是蔷薇科悬钩子属的植物，为中国的特有植物。分布在中国大陆的广东等地，生长于海拔1,200米的地区，一般生长在山地、山谷密林下及水沟边，目前尚未由人工引种栽培。

## 异名
- Rubus paucidentatus Yu et Lu var. guangxiensis Yu et Lu